# Sébastien Jeanneret
Sébastien Jeanneret, né le 12 décembre 1973 au Locle, est un footballeur international suisse.

## Biographie
Né le 12 décembre 1973 au Locle, Sébastien Jeanneret commence le football à l’âge de 7 ans  au FC Le Locle. À 15 ans, il intègre la première équipe du club loclois pour les entraînements, tout en jouant avec les équipes juniors. Il doit attendre la saison 1990-1991 pour s’imposer réellement avec l’équipe fanion, devenant un titulaire régulier en première ligue. Il rejoint alors le FC La Chaux-de-Fonds, qui évolue en Ligue nationale B, après avoir décliné une offre de Neuchâtel Xamax afin de pouvoir poursuivre son apprentissage d’horloger.
En 1996, il participe à la 10e édition du championnat d'Europe de football où il joue les deux premiers matchs contre l'Angleterre et les Pays-Bas, mais la Suisse ne se qualifie pas pour le tour suivant.